# Wentzlaff (Familienname)
Wentzlaff ist ein deutscher Familienname.

## Herkunft
Wentzlaff ist ein auf die eindeutschende Schreibung eines mit den urslawischen Namenwörtern vętje >mehr< und slava >Ruhm, Ehre< gebildeten Rufnamens zurückgehender Familienname.

## Ableitungen
1. Wěcsław (niedersorbisch)
2. Więcław, Wacław (polnisch)
3. Venceslav (alttschechisch)
4. Václav (tschechisch)

## Namensträger
Wentzlaff ist der Familienname folgender Personen:
- Friedrich-Wilhelm Wentzlaff-Eggebert (1905–1999), deutscher Germanist und Hochschullehrer
- Harald Wentzlaff-Eggebert (* 1941), deutscher Romanist und Hochschullehrer